# Kajafas
Kajafas (Hebreeuws: יוֹסֵף בַּר קַיָּפָא, Jehosaf bar Qajfa, "Josef [(zoon) van] Kaiphas"; Grieks: Καϊάφας) was hogepriester in de Joodse tempel in Jeruzalem van 18 tot 36 na Chr. Kajafas is vooral bekend geworden omdat hij volgens het Nieuwe Testament samenspande om Jezus te doden; volgens dit verhaal was Kajafas voorzitter van het Sanhedrin tijdens het proces tegen Jezus.

## Familie en hogepriesterschap
Kajafas was getrouwd met een dochter van Annas die eerder hogepriester was geweest (en tot aan zijn dood nog als zodanig werd aangesproken). Ook vijf van zijn zwagers hebben dit ambt bekleed. Zowel het Nieuwe Testament als Flavius Josephus suggereren dat Annas' invloed op Kajafas bijzonder groot was.

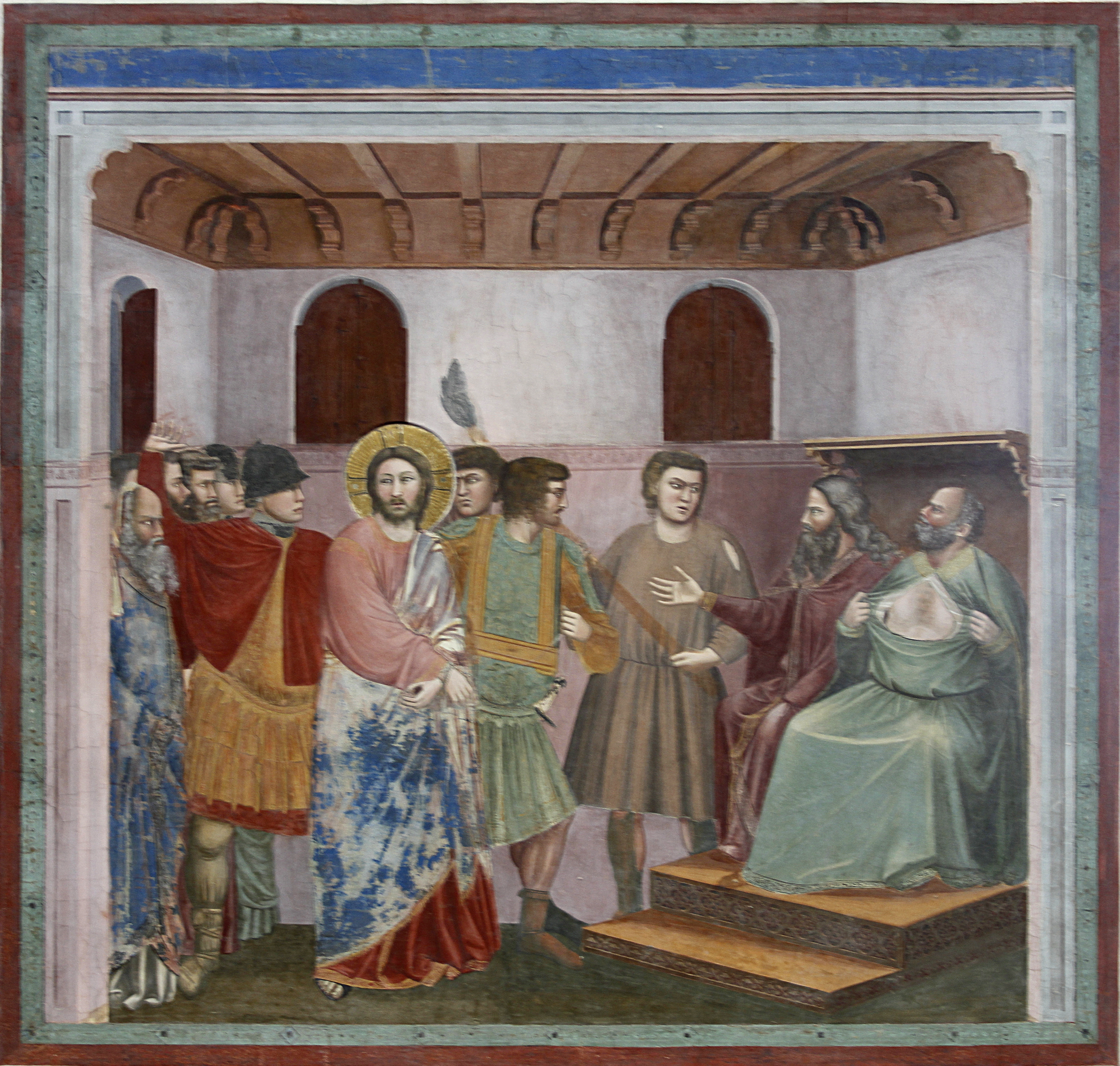
Christus voor Kajafas, Giotto di Bondone (1267-1337)

In 18 n.Chr. benoemde Valerius Gratus, de prefect van Judea, Kajafas tot hogepriester in Jeruzalem. Kajafas bleef 18 jaar in functie, wat opmerkelijk lang was en erop wijst dat hij capabel was en nauwe banden onderhield met het Romeinse bestuur. Gratus' opvolger Pontius Pilatus, die van 26 tot 36 procurator over Judea was, liet Kajafas in functie.
In december 36 kwam de carrière van Pilatus ten einde vanwege zijn gewelddadige optreden tegen de Samaritanen. Tijdens het pesach festival van 37 greep Lucius Vitellius, de gouverneur van Syria, in de Joodse aangelegenheden in en zette Kajafas uit zijn ambt. Kajafas behield het ambt van hogepriester het langst van alle 19 hogepriesters in de 1e eeuw n.Chr. en werd opgevolgd door zijn zwager Jonathan ben Ananus.
Mogelijk was Aljoneüs ben Cantheras, die in 44 door Herodes Agrippa I tot hogepriester werd benoemd, een zoon van Kajafas.

## Graf van Kajafas gevonden?

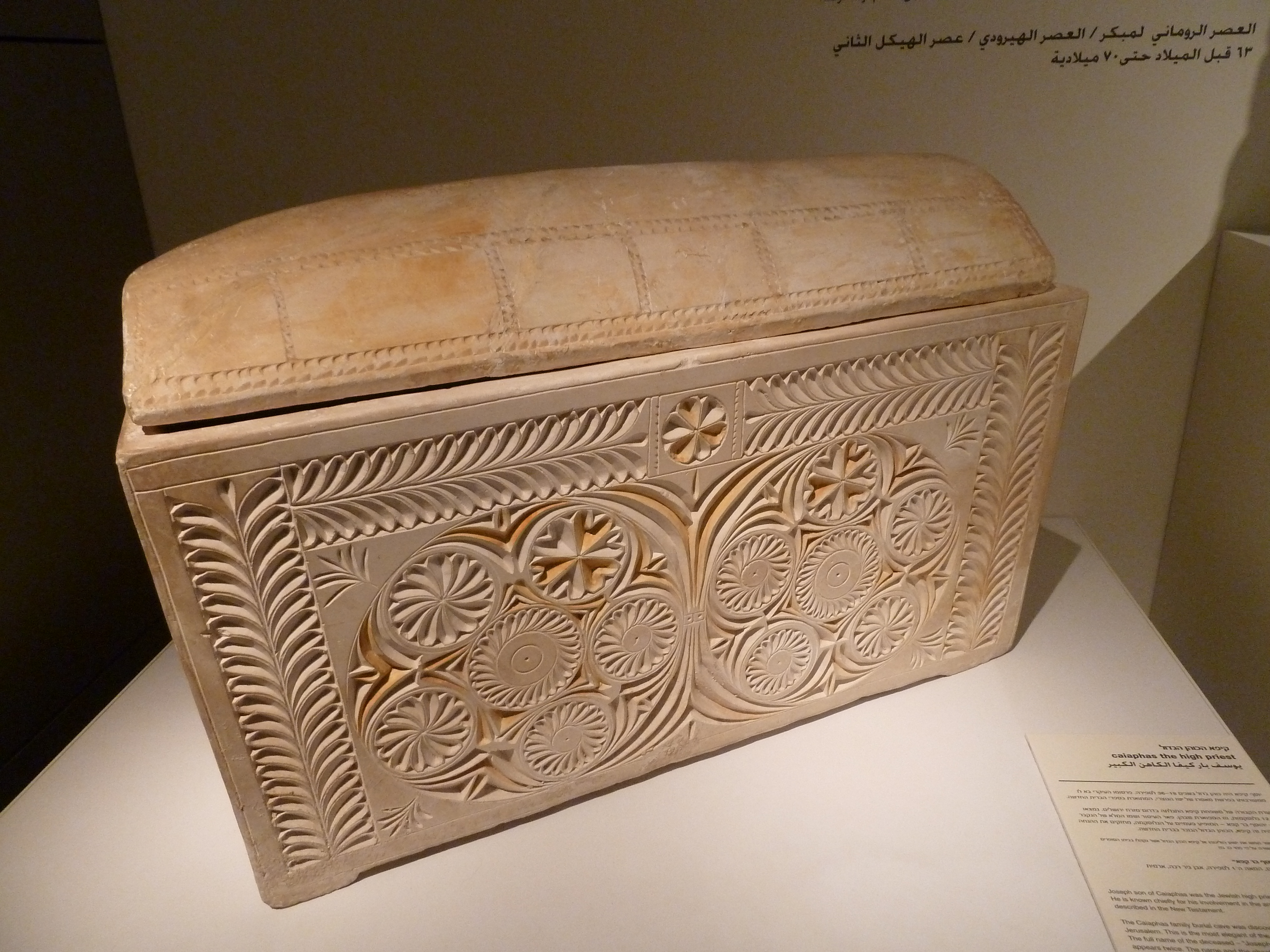
Ossuarium van Jehosef bar Qajfa, Israëlmuseum, Jeruzalem

In 1990 werd er in Jeruzalem een familiegraf gevonden uit de 1e eeuw. In dit familiegraf werden twaalf beenderkistjes ("ossuaria") aangetroffen, waarvan sommigen met Aramese inscripties. Een van de inscripties luidt volgens veel onderzoekers: "Jehosef bar Qajfa" de Aramese benaming voor "Jozef, zoon van Kajafas". Sommigen betwisten deze interpretatie echter en menen dat de letters als een tweelettergrepige naam moeten worden opgevat.
Het betreffende ossuarium wordt bewaard in het Israëlmuseum te Jeruzalem.